# إيشيكاوا (محافظة)
محافظة إيشيكاوا (باليابانية: 石川県 إيشيكاوا-كين) هي إحدى محافظات اليابان تقع في منطقة تشوبو في جزيرة هونشو على ساحل بحر اليابان. عاصمتها مدينة كانازاوا.

## تاريخ
تشكلت محافظة إيشيكاوا من دمج مقاطعتي كاغا ونوتو عام 1871.

## جغرافيا
تقع محافظة إيشيكاوا على بحر اليابان. يشكل الجزء الشمالي من المحافظة ما يعرف باسم شبه جزيرة نوتو بينما يشغل الجزء الجنوبي بتضاريس جبلية بمعظمه من جبال الألب اليابانية. كما يتبع للمحافظة بعض الجزء منها نوتوجيما، وميتسوكيجيما، هيغوراجيما.

### المدن
هناك عشر مدن تقع في محافظة إيشيكاوا هي :
| - هاكوي - هاكوسان - كاغا - كاهوكو - كانازاوا (العاصمة) | - كوماتسو - ناناو - نومي - سوزو - واجيما |

### البلدات والقرى
البلدات والقرى في محافظة كانازاوا حسب المقاطعة:
| - مقاطعة هاكوي هوداتسوشيميزو شيكا - مقاطعة هوسو أناميزو نوتو | - مقاطعة إيشيكاوا نونيتشي - مقاطعة كاهوكو تسوباتا أوتشينادا | - مقاطعة كاشيما ناكانوتو - مقاطعة نومي كاواكيتا |

## توأمة
لإيشيكاوا (محافظة) اتفاقيات توأمة مع كل من:
- إركوتسك أوبلاست [6]
- جيانغسو [7]
- جولا الشمالية [8]

## أعلام
- كادزهيكو تاناب
- ماسانوري هيجاشيكاوا
- تورو موريكاوا
- كازويوكي موغيتا
- شوغو نيشيكاوا